# Тейнтер, Джозеф
Джозеф Тейнтер (англ. Joseph (Joe) A. (Anthony) Tainter; род. 8 декабря 1949, Сан-Франциско, Калифорния) — американский антрополог и историк. Доктор философии (1975), профессор (с 2007) и завкафедрой (по 2009) Университета штата Юта. Самая известная работа — книга «Крах сложных обществ» (Cambridge University Press, 1988; ISBN 0-521-34092-6) {Рец. David Whitehouse, }, вместе с публикацией которой, вероятно, возникла и сама академическая дисциплина изучения социального коллапса (для которой эта книга на протяжении многих лет будет основополагающим текстом).
Вырос в Сан-Франциско. С детства хотел стать археологом. Учился в Калифорнийском университете в Санта-Барбаре (бакалавр) и Северо-Западном университете (магистр и доктор философии). Затем устроился в Университет Нью-Мексико, где его контракт не будет продлен, так как он «не поладил» с одним из старших преподавателей. Устроится в Лесную службу США. Преподавал также в Университете штата Аризона. Автор многих работ. Появлялся в СМИ и в фильме «Одиннадцатый час». Критиковал технологический оптимизм Ariel Waldman и Колина Камерера.
Критиковал его самого E. Bruce Brooks. Книги:
- The Way the Wind Blows: Climate, History, and Human Action (Columbia University Press, 2000)
- Supply-Side Sustainability (Columbia University Press, 2003)
- Drilling Down: The Gulf Oil Debacle and Our Energy Dilemma (Copernicus Books, 2012)

Соредактор Evolving Complexity and Environmental Risk in the Prehistoric Southwest (1996), The Way The Wind Blows: Climate, History, and Human Action (2000). Публиковался в Archeological Papers of the American Anthropological Association.